# Keith Knudsen
Keith A. Knudsen (uitspraak Knoedsen) (Le Mars (Iowa), 18 februari 1948 – Kentfield (Californië), 8 februari 2005) was een Amerikaans rockdrummer, zanger en songschrijver. Knudsen werd bekend als drummer en zanger van The Doobie Brothers. Daarnaast vormde hij de band Southern Pacific met collega-Doobie Brother John McFee. In 2020 werd hij postuum ingehuldigd in de Rock and Roll Hall of Fame als lid van The Doobie Brothers.

## Biografie
Knudsen begon met drummen op de Princeton High School in Princeton, Illinois waar hij in 1966 eindexamen deed. Na korte tijd in een clubband en de Blind Joe Mendlebaum Blues Band te hebben gespeeld werd hij de drummer van organist/zanger Lee Michaels. Van eind 1972 tot medio 1973 speelde Knudsen bij The Hoodoo Rhythm Devils. Met de Hoodoos heeft hij nooit een officiële studio-opname gemaakt, wel een live uitgezonden radiosessie voor KSAN-FM in San Francisco als onderdeel van een Texas Special waar ook Johnny Winter optrad. Zijn grote kans kwam in 1974 toen hij zich bij The Doobie Brothers aansloot als vervanger van Michael Hossack. De Doobies waren op dat moment bezig met het album What Were Once Vices Are Now Habits (goed voor platina) dat ook zijn opnamedebuut werd, zij het als achtergrondzanger op nummers die nog door Hossack waren ingespeeld. 
Knudsen zou pas op het volgende album Stampede (uitgebracht in 1975) als drummer te horen zijn naast John Hartman (later Chet McCracken). Zijn bijdragen aan de backing vocals waren daarbij van even groot belang; daarnaast zong hij samen met Patrick Simmons en Tom Johnston de albumtrack Double Dealin' Four Flusher. Een vroege versie daarvan, Shuffle, is te vinden op de boxset Long Train Runnin': 1970–2000 en bevat alleen zang van Simmons en Knudsen. Johnston werd vlak in mei 1975 in het ziekenhuis opgenomen met een maagbloeding en zou de rest van de oorspronkelijke bestaansperiode geen actief bandlid meer zijn. Bij de verdeling van Johnstons zangpartijen kreeg Knudsen de Sonny Boy Williamson II-cover Don't Start Me To Talkin' en de afsluiter Listen to the Music (beiden afkomstig van Toulouse Street) voor zijn rekening. Tijdens de afscheidstournee in 1982 werden deze nummers vastgelegd voor de album- en videoversies van Farewell Tour, en Live at the Greek Theater 1982; Knudsens uitvoering van Listen to the Music staat alleen op de laatste twee registraties. 
Na het einde van de Doobies vormden Knudsen en Doobies-collega John McFee begin 1983 de countryrock band Southern Pacific. Ze brachten in hun achtjarig bestaan vier albums uit die het goed deden in de countrycharts. 
Ondertussen was Knudsen van de drugs af en wilde hij zich nuttig maken door zich in te zetten voor de Vietnamveteranen; dit leidde ertoe dat hij in 1987 de Doobies weer bij elkaar bracht voor een reeks benefietconcerten. Na afloop besloot de band door te gaan in de min of meer klassieke bezetting met Simmons en Jonhston. Knudsen en McFee gingen in eerste instantie niet mee naar de doorstart, wel schreven ze samen met Doobies-percussionist Bobby LaKind Time Is Here And Gone voor het comebackalbum Cycles uit 1989. Nadat Southern Pacific uiteenviel keerden Knudsen en McFee in 1993 fulltime terug naar de Doobie Brothers. Opvallend was dat Knudsen nu naast zijn voorganger Michael Hossack drumde. Van alle drumtandems bij de Doobie Brothers had de combinatie Knudsen-Hossack de langste adem. Met de herenigde Doobies nam Knudsen de live-albums Rockin' Down the Highway: The Wildlife Concert (1996), en Live at Wolf Trap (2004) op. Nieuw studiomateriaal verscheen in 2000 op Sibling Rivalry; Knudsen schreef (mee aan) drie van de dertien nummers waarvan hij er twee ook zelf zong in een andere toonsoort.
Begin 2005 begeleidde hij Emmylou Harris op Shores Of White Sand  van haar album All I Intend To Be dat pas in 2008 zou verschijnen.

## Overlijden
Knudsen overleed op 56-jarige leeftijd aan een longontsteking in een revalidatiekliniek in Kentfield, Californië. Hij woonde de laatste jaren van zijn leven in Sonoma County met vrouw (kunstenares Kate Knudsen), en dochter (radio-dj en stemactrice Dayna Keyes).

## Discografie

### The Doobie Brothers (studioalbums)
- What Were Once Vices Are Now Habits (1974) (US #4)
- Stampede (1975) (US #4)
- Takin' It to the Streets (1976) (US #8)
- Livin' on the Fault Line (1977) (US #10)
- Minute by Minute (1978) (US #1)
- One Step Closer (1980) (US #3)
- Sibling Rivalry (2000)

### Southern Pacific
- Southern Pacific (1985)
- Killbilly Hill (1986)
- Zuma (1988)
- County Line (1989)